# Cyardium granulatum
Cyardium granulatum là một loài bọ cánh cứng trong họ Cerambycidae.